# Алибеков, Манай
Манай Алибеков (род. 1860, с. Аксай, Терская область, Российская империя — 1920 г.) — кумыкский поэт, советский литературный просветитель, автор произведения "Адаты Кумыков", рассказывающее о древних обычаях и адатах Кумыкского народа.
Алибеков родился в зажиточной крестьянской семье в селении Аксай (ныне селение Аксай, Хасавюртовский район Республики Дагестан) в 1860 году. По национальности - Кумык. В детстве самостоятельно выучился читать и писать по-русски и по-кумыкски. По профессии был инженером. Позднее занимался строительной деятельностью — под его руководством был построен ряд сооружений, в том числе церковь в Хасавюрте, мост через реку Яхсай-сув в его родном селе. 
В 1904—1919 годах Алибеков занимался активной литературной деятельностью. Его перу принадлежат стихи, посвящённые вопросам образования, эмансипации женщин («Обучайте детей», «Жалоба кумыкских детей», «Жалоба кумыкских девушек из Аксая»), сатирические произведения о служителях культа и чиновниках-взяточниках («Положение в нашей канцелярии», «О начальстве», «Дела начальства»). Манай Алибеков жил в ту эпоху, когда развивающиеся капиталистические отношения начинали захватывать и дагестанскую деревню. В его стихотворениях ярко отразились настроения разоряемого и угнетаемого крестьянства. В простой и доступной форме Алибеков разоблачает угнетателей народных масс — беков и шамхалов, обманщиков — мулл и сектантов, вороватых судей и купцов. Большой интерес представляют также стихотворения Маная Алибекова о кумыкских обычаях («Адаты кумыков» и др.) до сих пор бытующих среди кумыков. Стихотворения Маная Алибекова пользовались большой популярностью среди крестьянства.
Михаилом Канбулат Заде собраны его разбросанные стихотворения и изданы под названием «Собрание сочинений Маная Алибекова» (1925, Буйнакск).